# 179è Esquadró de la RAF
El 179è Esquadró de la RAF va ser un esquadró de la Royal Air Force que va ser una unitat de patrulla marítima/guerra antisubmarina durant la Segona Guerra Mundial.

## Història

### Formació a la Segona Guerra Mundial
El 179è esquadró, equipat amb 16 + 4 avions Wellington Mk.VIII Leigh Light es va formar l'1 de setembre de 1942 a la RAF Skitten a Caithness. Inicialment, l'esquadró havia de consistir en un vol del 172è Esquadró de la RAF que es trobava en un destacament a RAF Skitten i a RAF Wick, format per 8 avions, un comandant de vol i 6 tripulants totalment entrenats. A més, 6 equips entrenats d'Armstrong Whitworth Whitley de la Unitat d'Entrenament Operacional Núm. 3, i 4 tripulacions totalment entrenats del 612è Esquadró també s'unirien a l'esquadró. El 172è esquadró també va transferir el 50% del seu personal de servei al 179è esquadró. S'esperava que els avions necessaris per formar l'establiment arribessin a Skitten durant els mesos de setembre, octubre i novembre de 1942. Aleshores estava estacionat a Gibraltar, abans d'operar patrulles des d'aeròdroms del Regne Unit, com ara RAF Chivenor, RAF Benbecula, RAF Predannack i RAF St Eval a Cornualla.
El novembre de 1944 l'esquadró es va convertir a avions Warwick i el febrer de 1946 un element de l'esquadró (179X) es va convertir a Lancasters, mentre que el 179Y va conservar els Warwick abans que fos renumerat com a 210è Esquadró.
L'esquadró número 179 es va dissoldre finalment el 30 de setembre de 1946.
El 179è Esquadró va ser una exitosa unitat antisubmarina, que va comptar amb onze submarins destruïts durant la Segona Guerra Mundial.

## Avions operats
| De               | A                | Avió               | Variant |
| ---------------- | ---------------- | ------------------ | ------- |
| Setembre de 1942 | Setembre de 1943 | Vickers Wellington | VIII    |
| Agost de 1943    | Novembre de 1944 | Vickers Wellington | XIV     |
| Novembre de 1944 | Maig de 1946     | Vickers Warwick    | V       |
| Febrer de 1946   | Setembre de 1946 | Avro Lancaster     | ASR 3   |